# Pirmasens
Pirmasens är en kretsfri stad i delstaten Rheinland-Pfalz i Tyskland. Staden som är belägen cirka 25 km söder om Kaiserslautern och cirka 10 km från statsgränsen till Frankrike, har en befolkning på cirka 41 000 invånare.
Pirmasens har en lång tradition som skotillverkarstad och skoindustrin har också skapat andra industrier, bland annat industrifärg produceras i Pirmasens. Sedan 1970-talet har skobranschen i Pirmasens genomgått en stor omstrukturering eftersom masstillverkningen flyttat utomlands och lett till stor arbetslöshet.
Tidigare fanns här en stor amerikansk garnison men den minskade sin omfattning från 1980 och 1997 hade i stort sett all amerikansk militär personal lämnat Pirmasens. Idag sker en omvandling av de gamla kasernområdena för högskolan och nya företag.

## Bildgalleri

Pirmasens
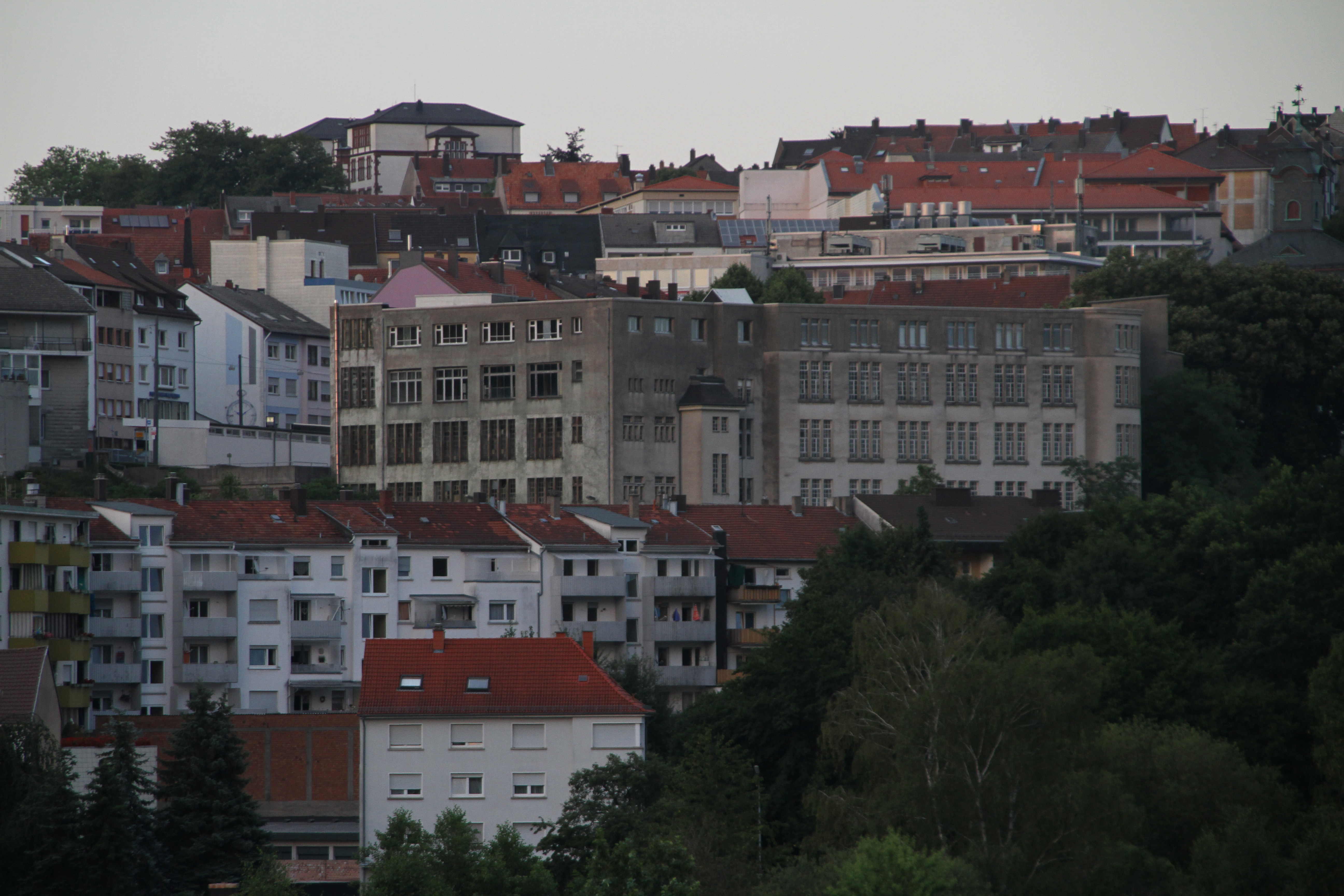
Utsikt med skofabrik
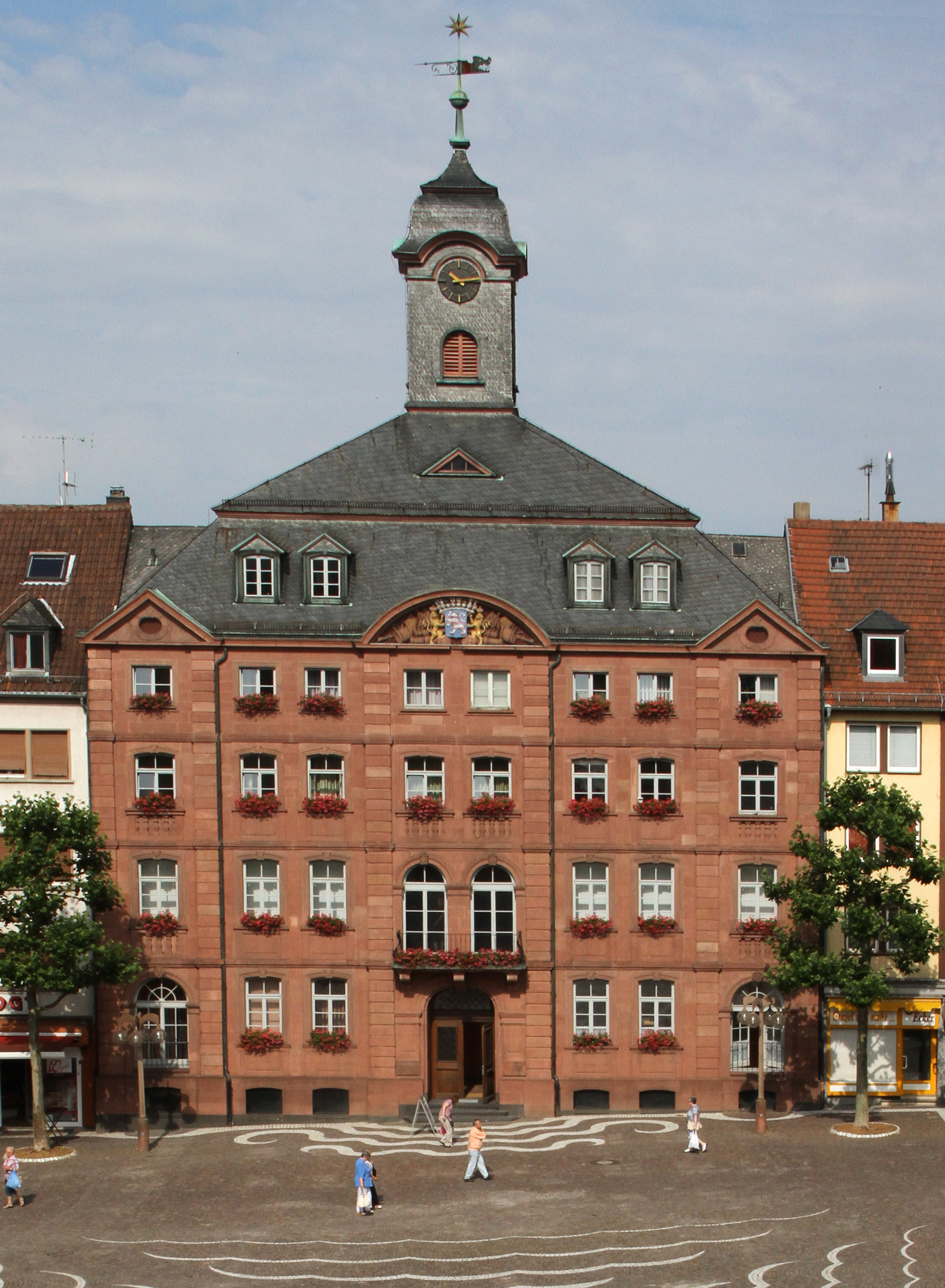
Gamla rådhuset
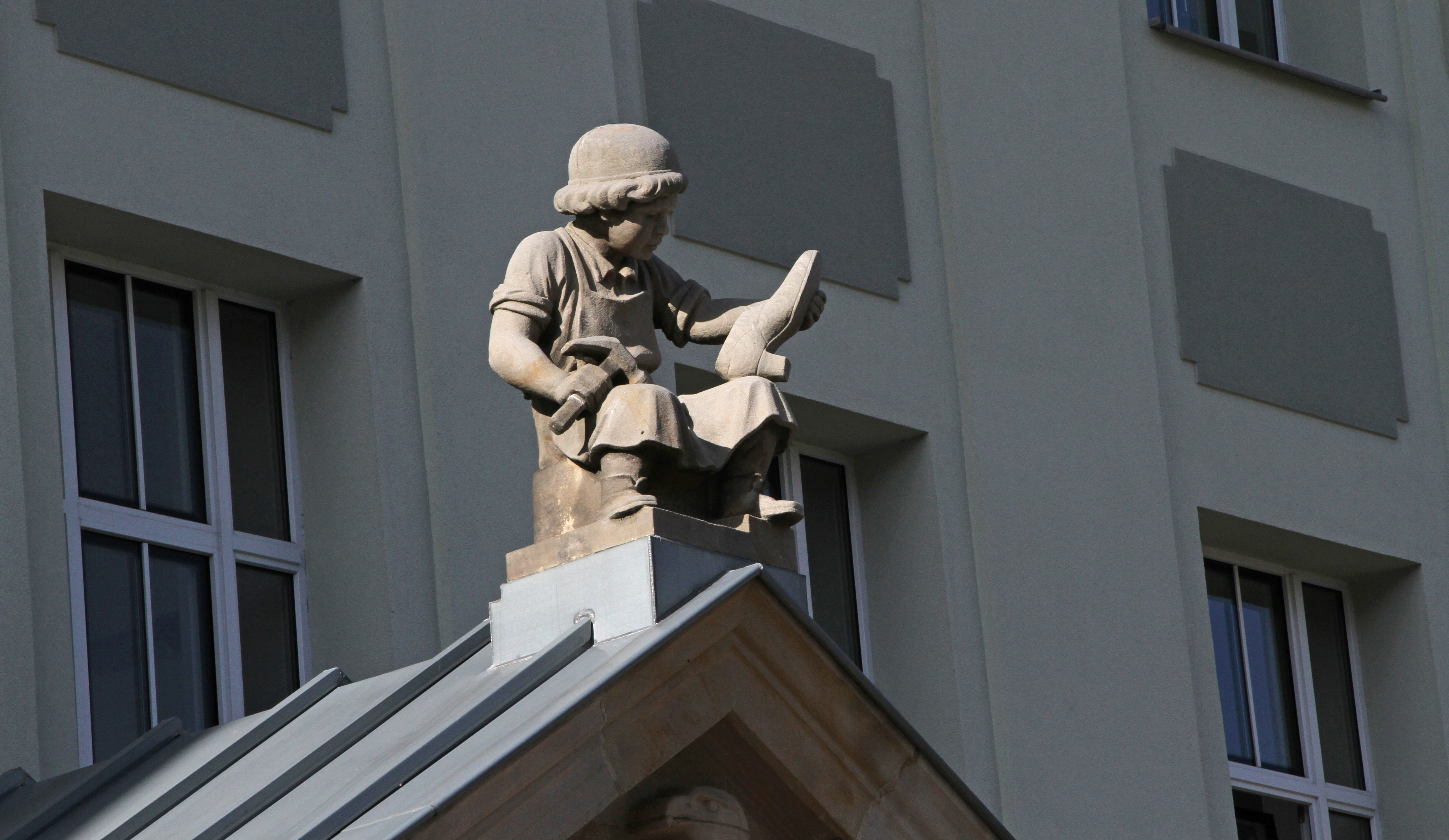
Skomakarpojke
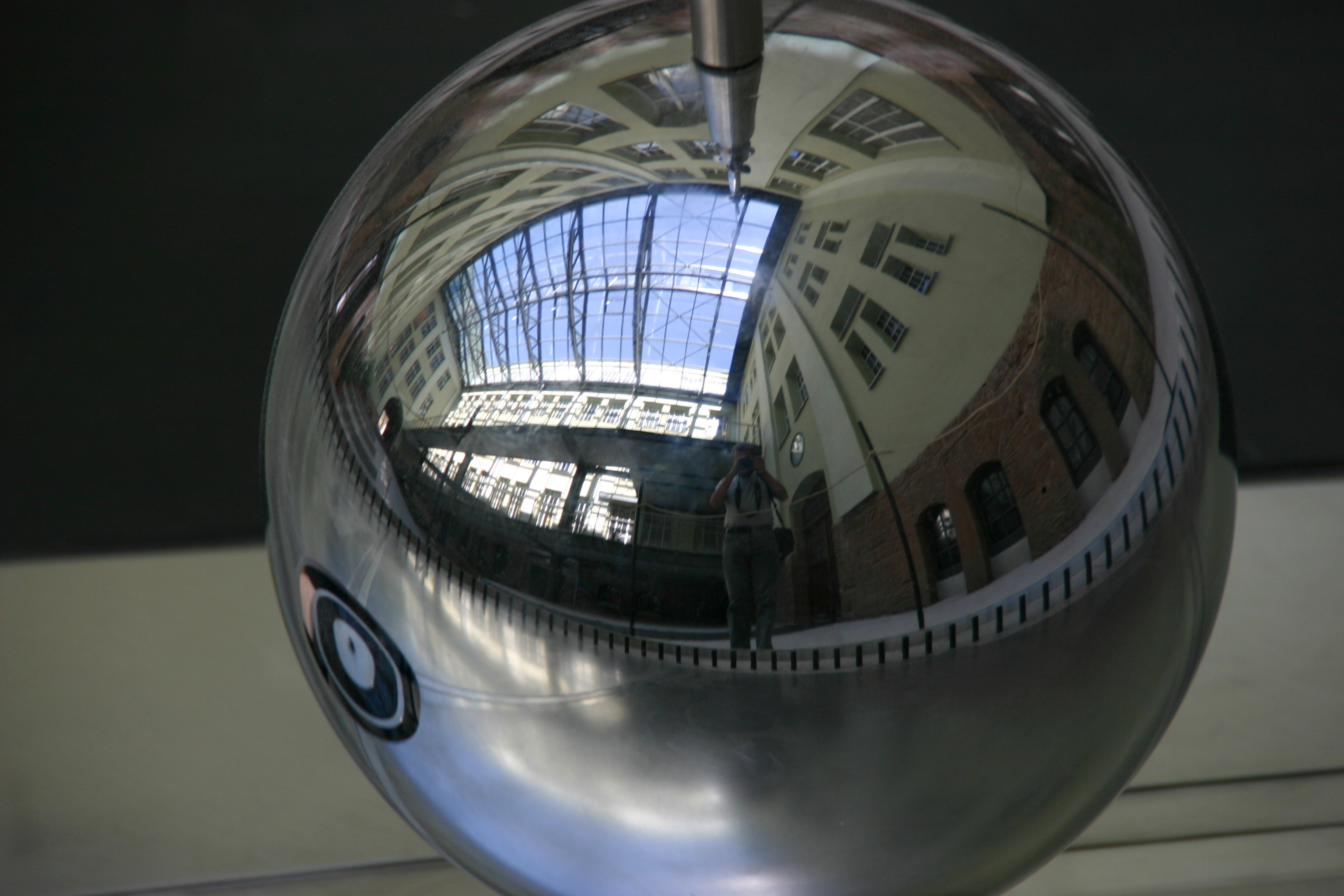
Dynamikum
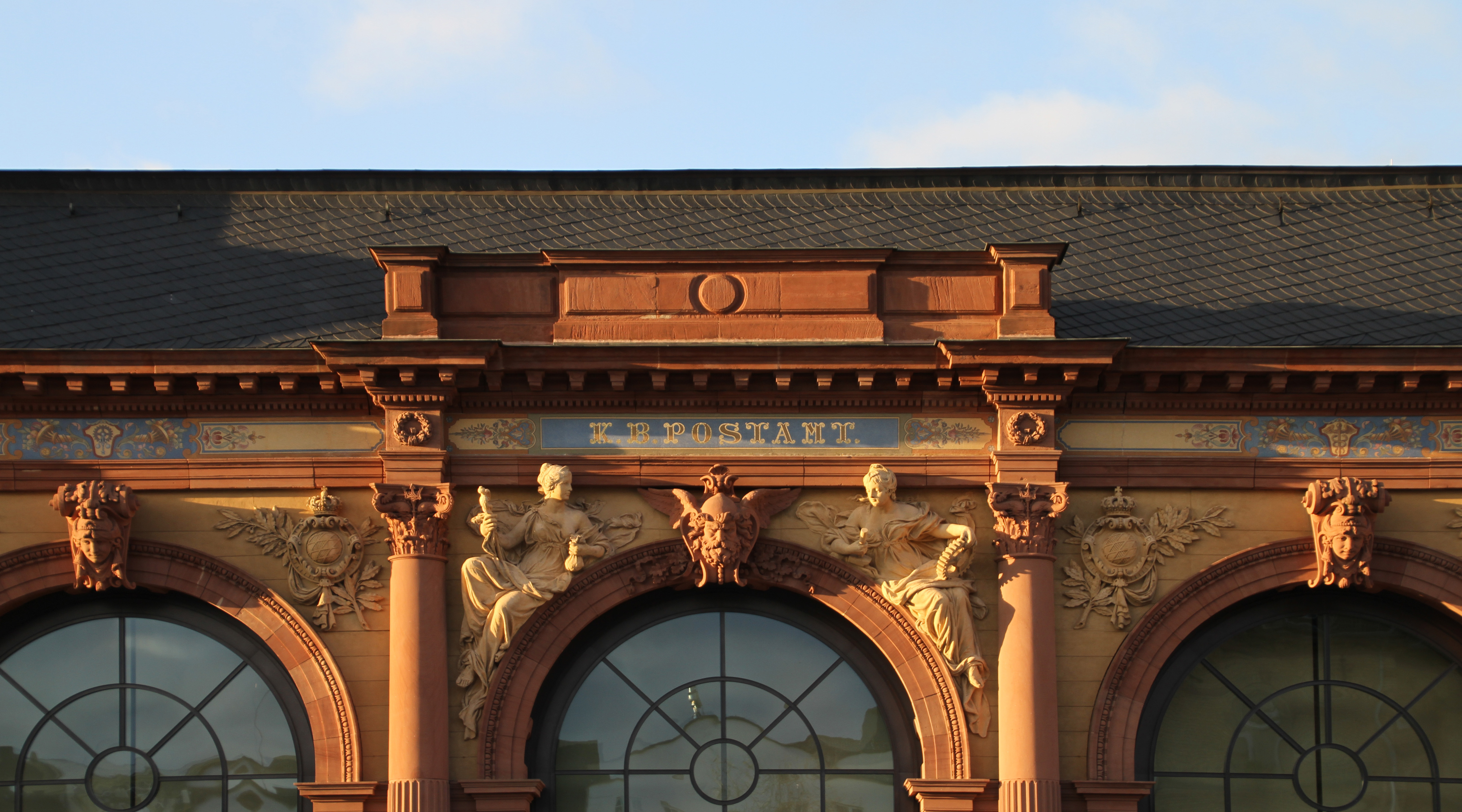
Gammalt postkontor
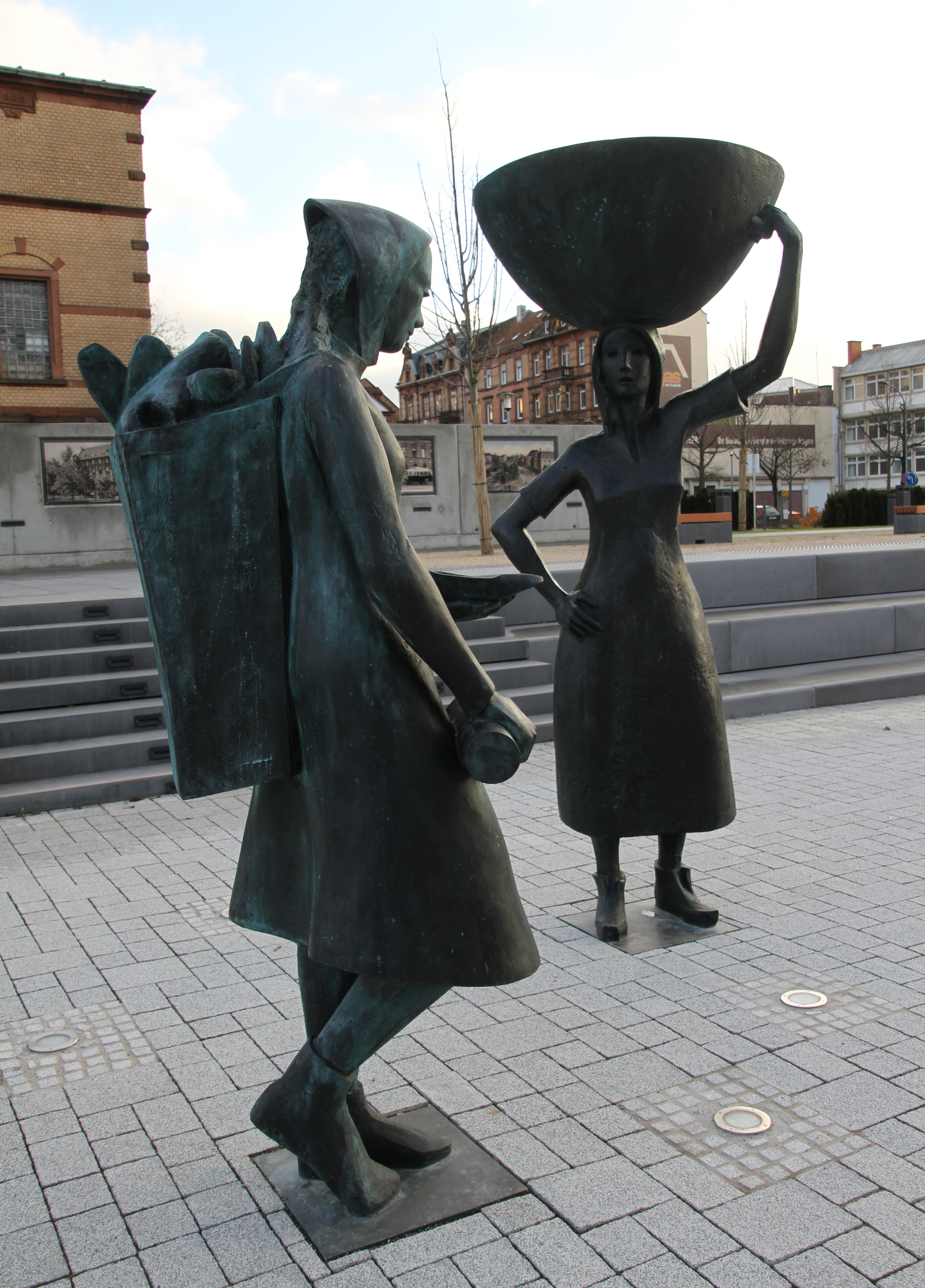
Skohandlare kvinnor
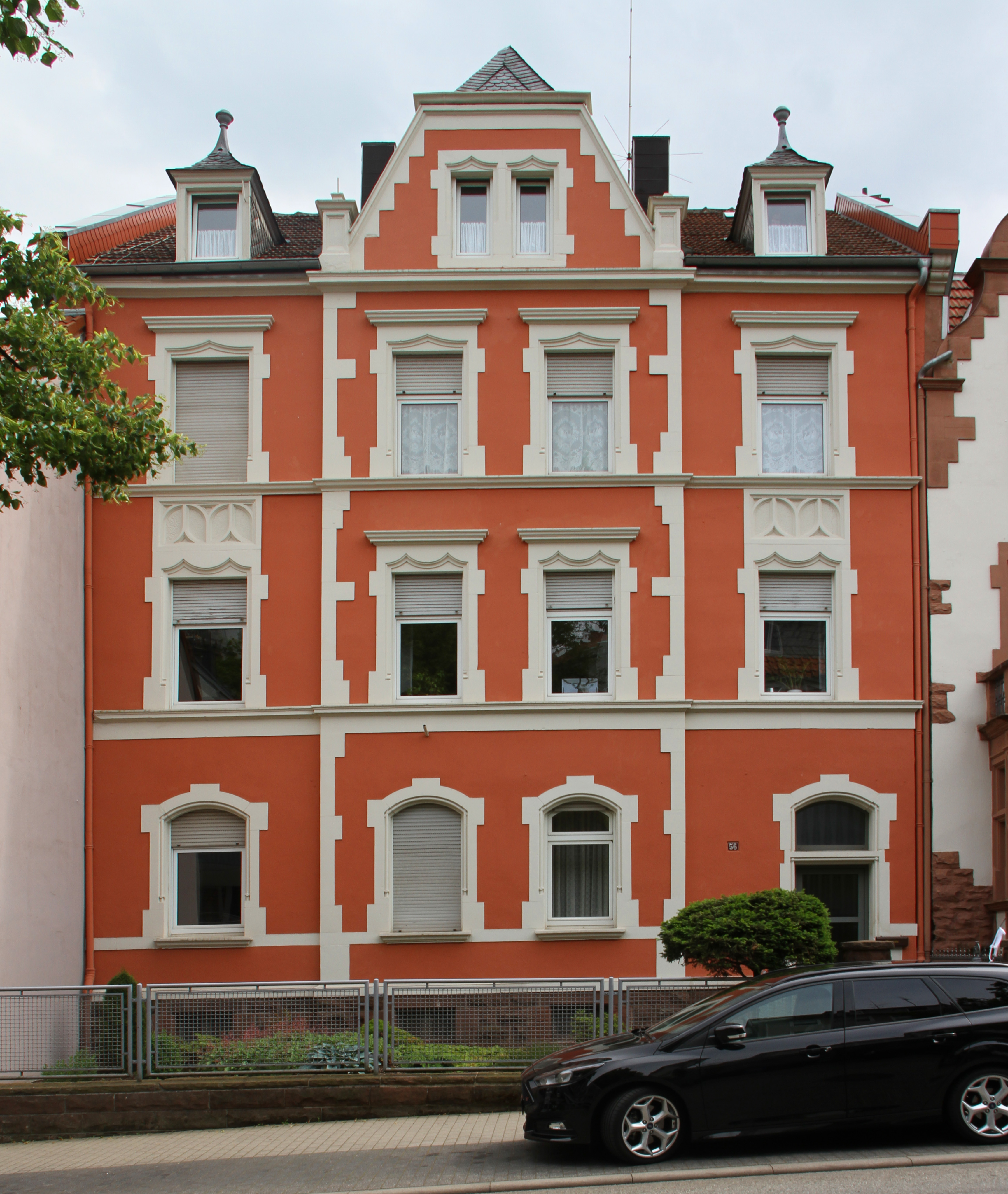
Märkt bostadshus
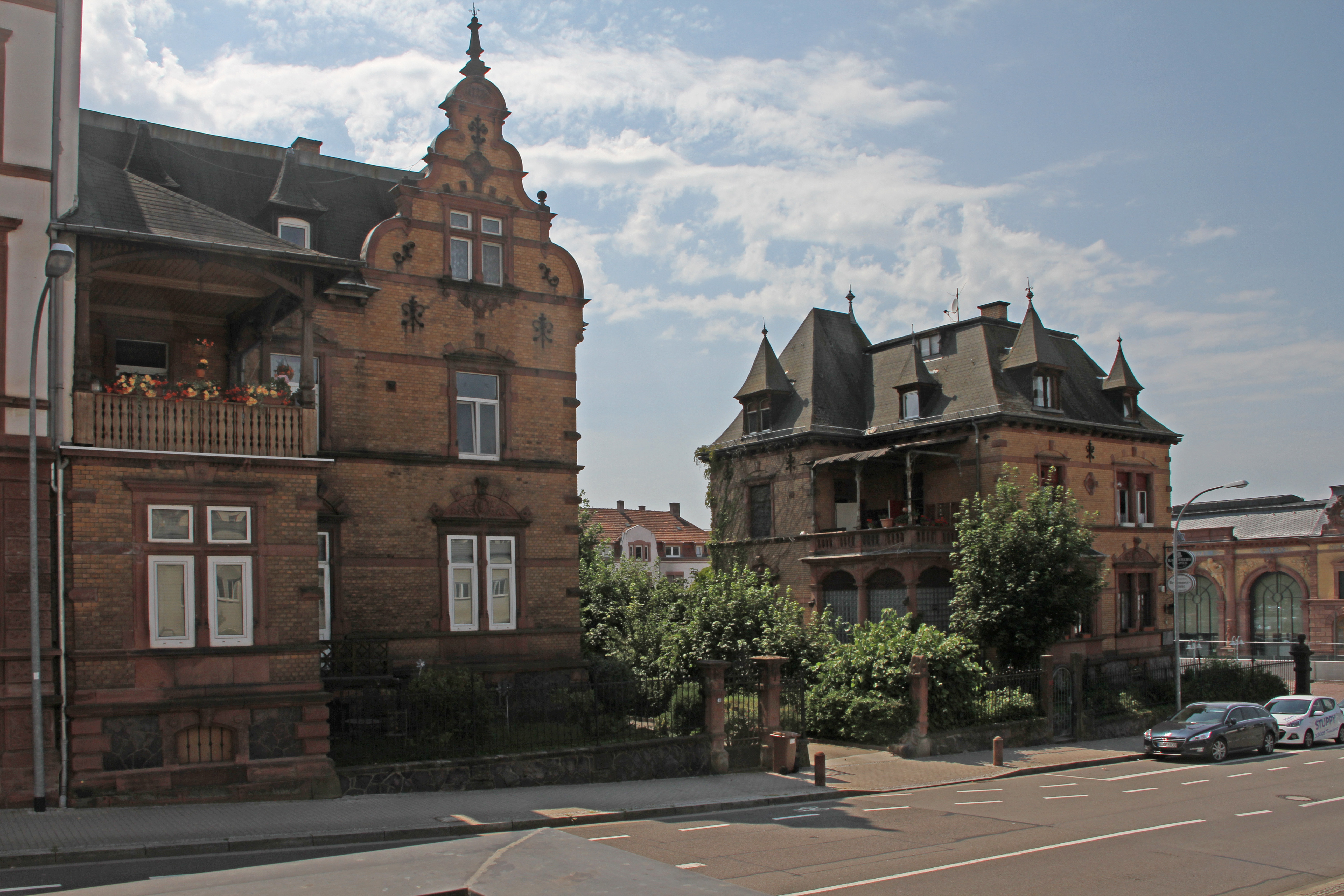
Listade villor
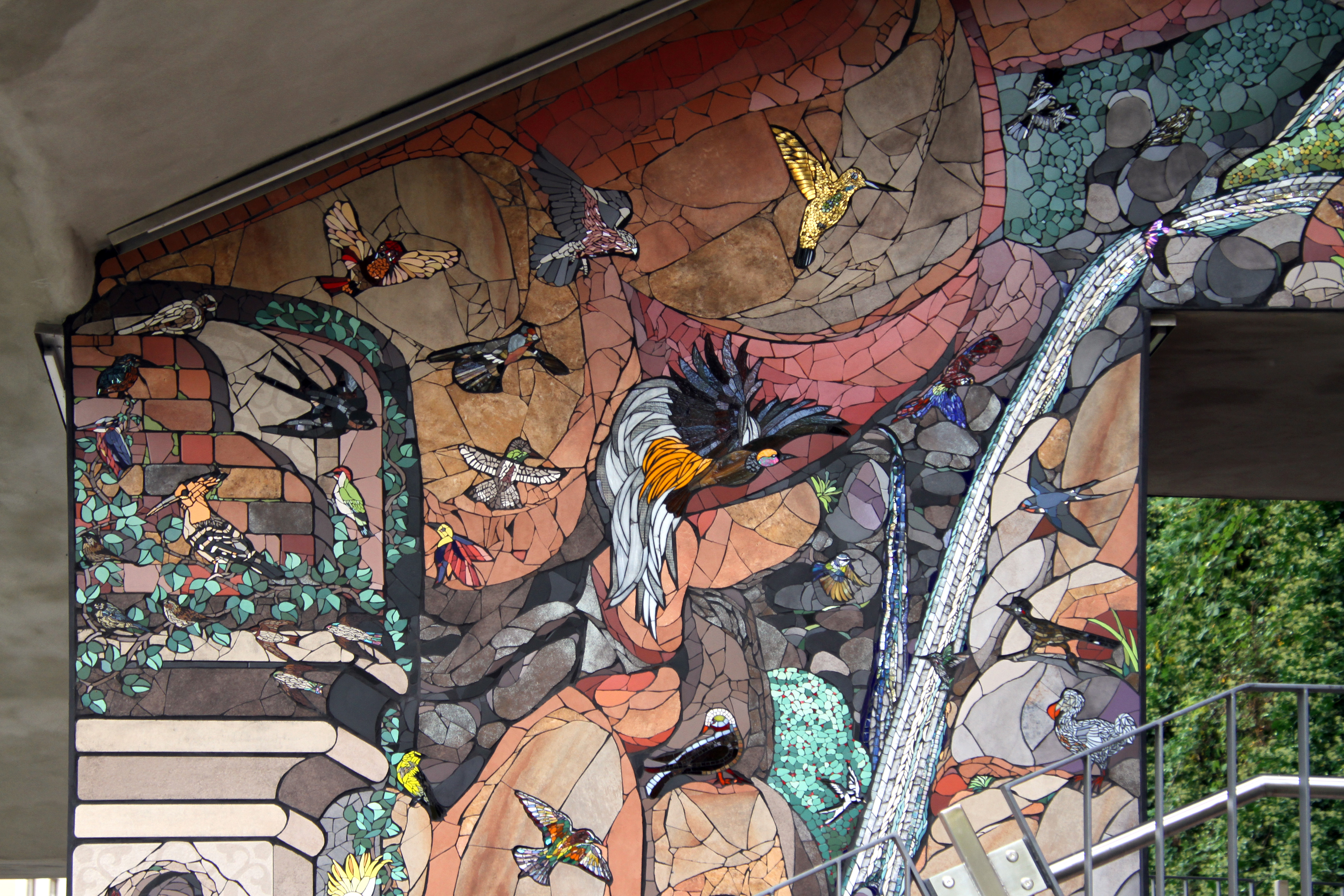
Fåglarnas trappa
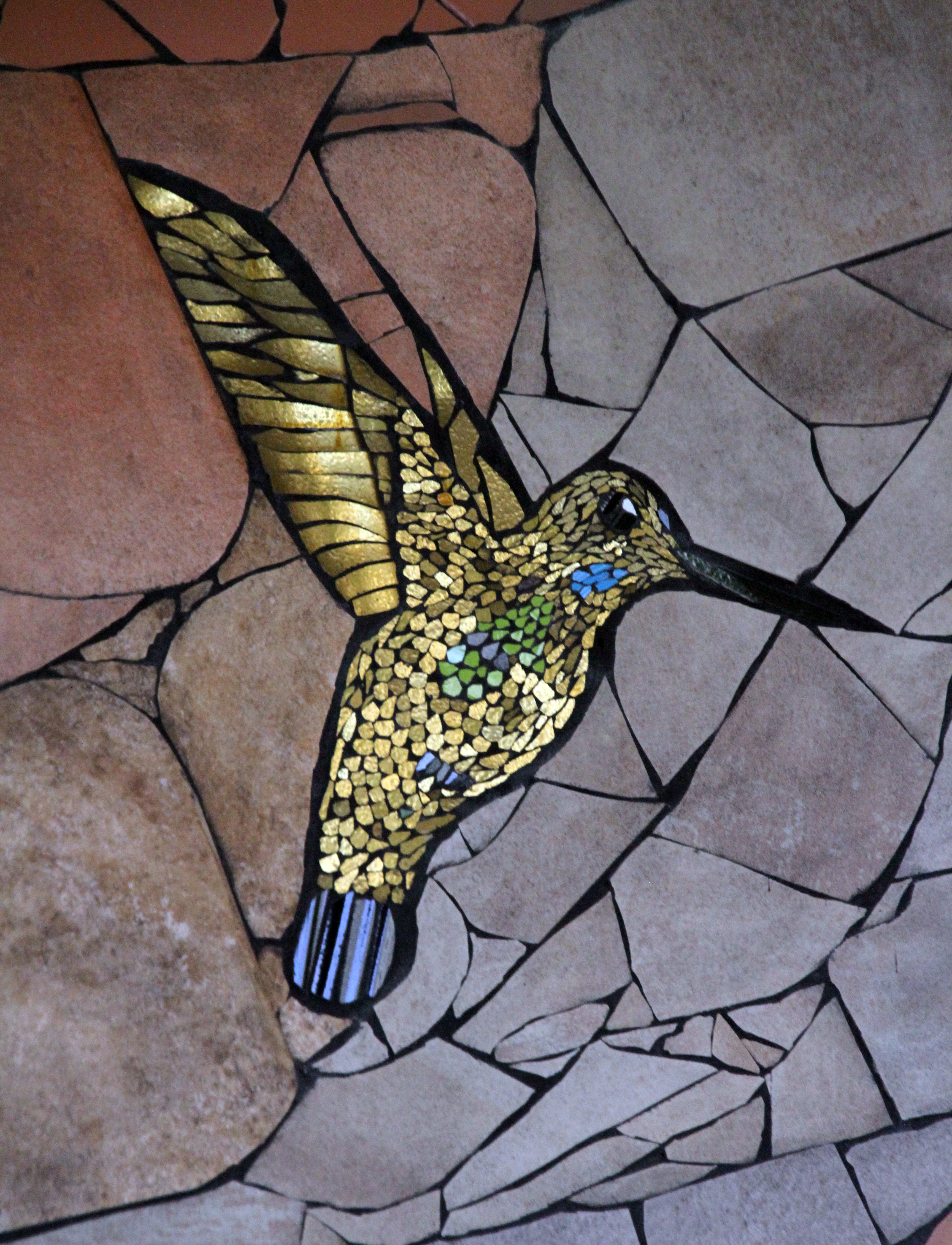
Fåglarnas trappa